# Archaeoses
Archaeoses é um gênero de mariposa pertencente à família Acrolepiidae.